# Provincia de Fahs-Anyera
La provincia de Fahs-Anyera (en árabe: الفحص أنجرة‎) (antiguamente llamada Fahs-Beni Makada) es una de las provincias de Marruecos, parte de la región Tánger-Tetuán-Alhucemas. Tiene una superficie de 800 km² y 103.000 habitantes.

## División administrativa
La provincia de Fahs-Anyera consta de 8 comunas:
- El Borarín
- Anyera
- Yuama
- Quetzama
- Alcazarseguir
- Laauama
- Malusa
- Tagramt